# Setra S 315 NF
De Setra S 315 NF is een low floor-autobus, geproduceerd door de Duitse busfabrikant Setra. De in- en uitstap is verlaagd, waardoor er geen treden nodig zijn. De NF in de benaming staat voor Niederflurbus, wat weer lagevloersbus betekent. Het gedeelte tussen de voor- en achterdeur ligt op dezelfde hoogte. Het gedeelte waar de stoelen zitten is wel verhoogd. De bus is eind 2006 vervangen door de S 415 NF.
Dit model bus werd in Nederland eerst alleen ingezet door Syntus. Het bedrijf nam de bus tijdelijk op proef voor op de lijndiensten in de Achterhoek voor de vervanging van de oudere bussen die nog rondreden bij Syntus. Deze bus werd later door Hermes in Sittard getest. Ook heeft deze bus op de lijndienst bij Pieper in Schoonebeek tot het eind van hun activiteiten dienstgedaan en kwam toen bij Smit in Harderwijk terecht. Bij Syntus viel de keuze al gauw op Volvo 7000-bussen.

## Inzet
| Bedrijf                                | Aantal | Serie           | Inzet                          | Opmerking                             | Afbeelding |
| België                                 | België | België          | België                         | België                                |            |
| -------------------------------------- | ------ | --------------- | ------------------------------ | ------------------------------------- | ---------- |
| Autobus Blaise                         | 2      | 752123 - 752124 | Luik                           | In de huisstijl van TEC Buiten dienst |            |
| Denemarken                             |        |                 |                                |                                       |            |
| Torben Sørensen                        | 1      | 3804            | Skælskør                       |                                       |            |
| Duitsland                              |        |                 |                                |                                       |            |
| Autokraft                              | 121    | 522-641         | Sleeswijk-Holstein             |                                       |            |
| Autokraft                              | 2      | 797-798         | Sleeswijk-Holstein             |                                       |            |
| BSAG                                   | 3      | 4014-4016       | Bremen                         |                                       |            |
| Busverkehr Ostwestfalen                | 5      | ??              | ??                             |                                       |            |
| Busverkehr Rheinland                   | 7      | ??              | Rijnland                       |                                       |            |
| DB ZugBus Regionalverkehr Alb-Bodensee | 14     | ??              | Baden-Württemberg              |                                       |            |
| Nahverkehr Göttingen                   | 1      | ESW-WB 160      | Göttingen                      |                                       |            |
| Nahverkehr Göttingen                   | 1      | ESW-WB 180      | Göttingen                      |                                       |            |
| Nahverkehr Göttingen                   | 1      | ESW-WB 265      | Göttingen                      |                                       |            |
| Oberelbe Touristik                     | ??     | 652             | Hamburg                        |                                       |            |
| Omnibusverkehr Franken                 | 1      | N-YZ 311        | Noord-Beieren                  |                                       |            |
| Omnibusverkehr Franken                 | 1      | N-YZ 313        | Noord-Beieren                  |                                       |            |
| Omnibusverkehr Franken                 | 1      | N-YZ 314        | Noord-Beieren                  |                                       |            |
| Omnibusverkehr Franken                 | 1      | N-YZ 946        | Noord-Beieren                  |                                       |            |
| Omnibusverkehr Franken                 | 1      | N-YZ 958        | Noord-Beieren                  |                                       |            |
| Omnibusverkehr Franken                 | 1      | N-YZ 960        | Noord-Beieren                  |                                       |            |
| Omnibusverkehr Franken                 | 1      | N-YZ 961        | Noord-Beieren                  |                                       |            |
| Omnibusverkehr Franken                 | 1      | N-YZ 962        | Noord-Beieren                  |                                       |            |
| Omnibusverkehr Franken                 | 1      | N-YZ 965        | Noord-Beieren                  |                                       |            |
| Omnibusverkehr Franken                 | 1      | N-YZ 969        | Noord-Beieren                  |                                       |            |
| Omnibusverkehr Franken                 | 1      | N-YZ 970        | Noord-Beieren                  |                                       |            |
| Omnibusverkehrsgesellschaft Sonneberg  | 3      | ??              | Sonneberg                      |                                       |            |
| RVE                                    | 4      | 4006 - 4009     | Regio Aken                     |                                       |            |
| RVE                                    | 1      | 4022            | Regio Aken                     |                                       |            |
| WSW                                    | 1      | 0391            | Wuppertal                      |                                       |            |
| WSW                                    | 3      | 0441-0443       | Wuppertal                      |                                       |            |
| WSW                                    | 1      | 0491            | Wuppertal                      |                                       |            |
| WSW                                    | 2      | 0541-0542       | Wuppertal                      |                                       |            |
| WSW                                    | 3      | 0641-0643       | Wuppertal                      |                                       |            |
| Frankrijk                              |        |                 |                                |                                       |            |
| TBC                                    | ??     | 0014            | Pyrénées-Atlantiques           |                                       |            |
| Nederland                              |        |                 |                                |                                       |            |
| Hermes                                 | 1      | 8090            | Sittard                        | Proefbus                              |            |
| Kooistra Reizen                        | 1      | 63-BDR-6        | Treinvervangend vervoer        | Ex-RHT Tours                          |            |
| Pieper                                 | 1      | 59              | Drenthe                        |                                       |            |
| RHT Tours                              | 1      | 63-BDR-6        | Tourvervoer/versterkingsritten | Tweedehands bus uit het buitenland    |            |
| Smit-Reizen                            | 1      | 14              | Veluwe                         | Scholierenvervoer                     |            |
| Syntus                                 | 1      | 1400            | Achterhoek                     | Proefbus                              |            |

## Verwante bustypen

### Hoge vloer
- Setra S 313 UL - 10 meteruitvoering (2 assen)
- Setra S 315 UL - 12 meteruitvoering (2 assen)
- Setra S 316 UL - 13 meteruitvoering (2 assen)
- Setra S 317 UL - 14 meteruitvoering (3 assen)
- Setra S 319 UL - 15 meteruitvoering (3 assen)

### Lage vloer
- Setra S 300 NC - 12 meteruitvoering (2 assen)
- Setra S 319 NF - 13 meteruitvoering (2 assen)

### Andere modellen
- Setra S 315 H - 12 meter semitour-uitvoering (2 assen)
- Setra SG 321 UL - 18 meter gelede-uitvoering (3 assen)

## Externe link

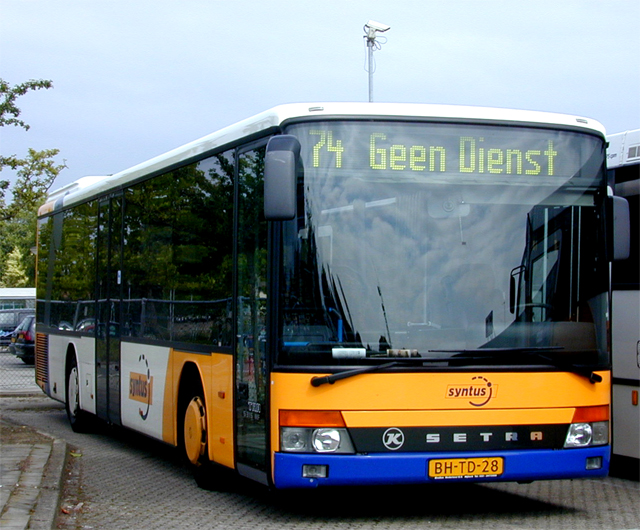
S 315 NF van Syntus, met oude gril
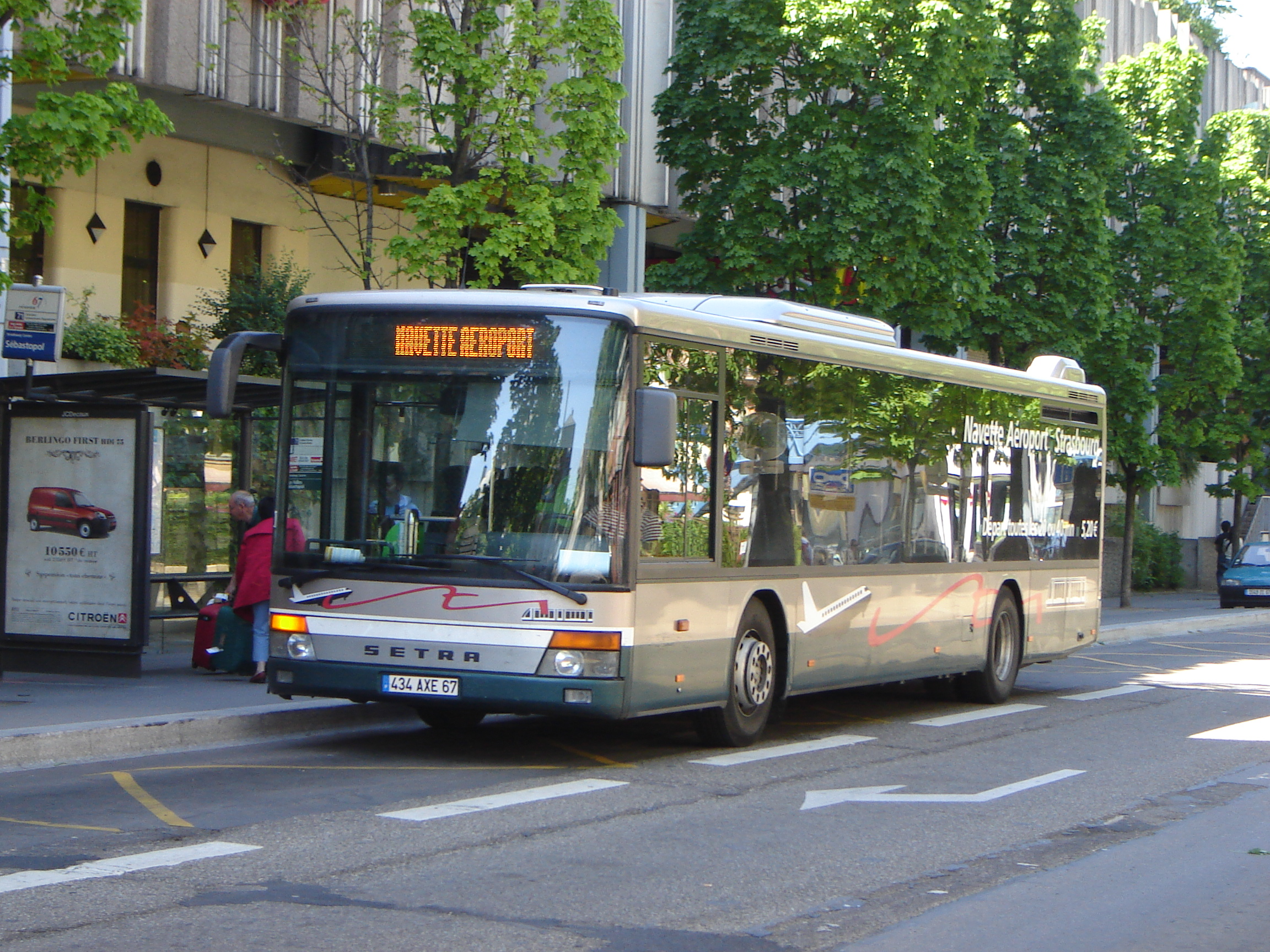
S 315 NF met nieuwe gril
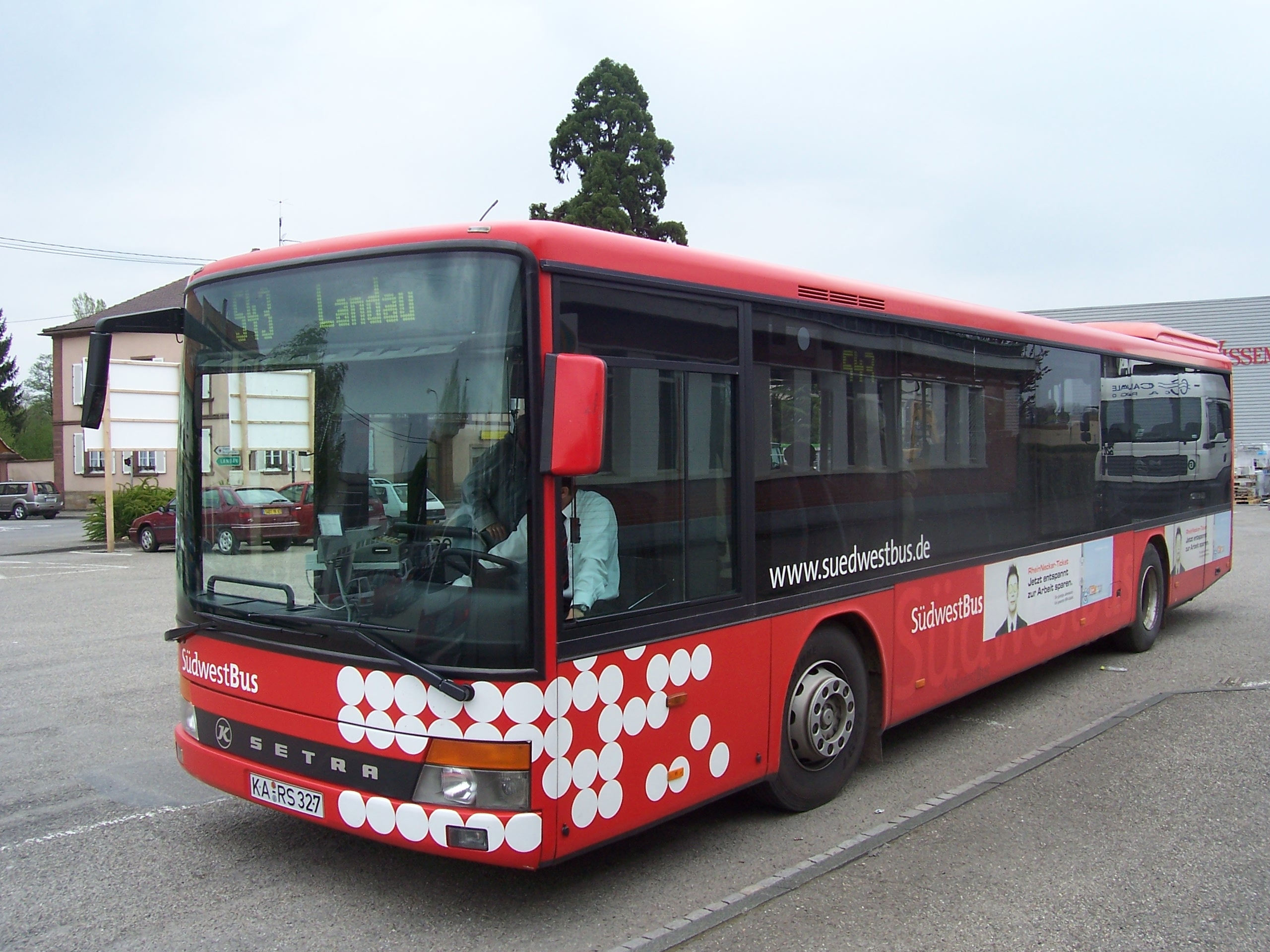
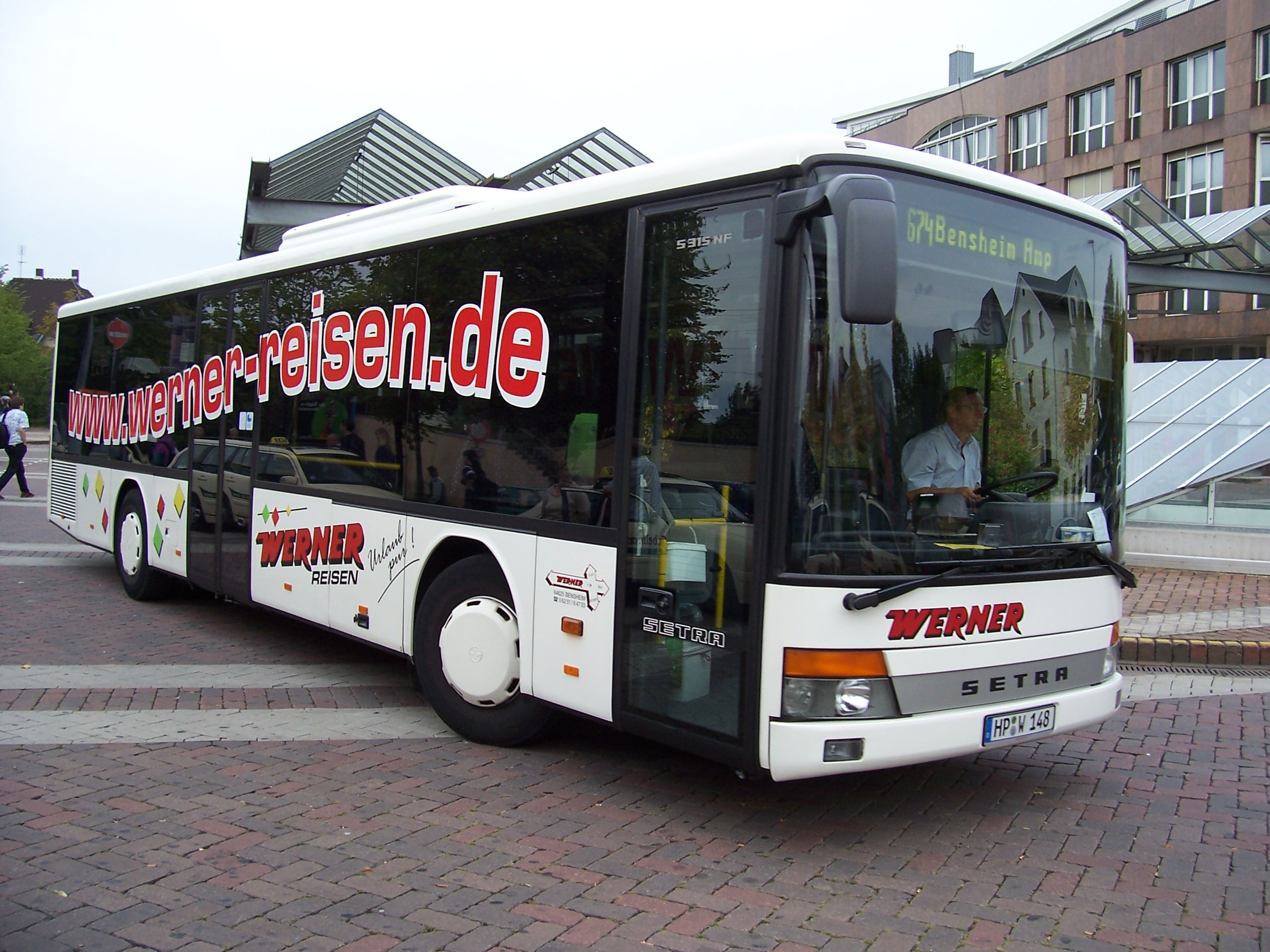